# Pierre de Caters
Pierre de Caters (ur. 25 grudnia 1875 roku w Berchem, zm. 26 marca 1944 roku w Paryżu) – belgijski kierowca wyścigowy, pilot, podróżnik i motorowodniak.

## Kariera
De Caters był pierwszym pilotem w Belgii - zdobył licencję 2 grudnia 1909 roku. Był również pierwszym konstruktorem samolotów i pierwszym instruktorem lotniczym dla wojska. Brał udział w wyścigach motorowodnych w Belgii i Francji, a także w wyścigach samochodowych. W latach 1900–1901 wygrał wyścig pomiędzy miastami Merksem i Bergen op Zoom. W 1907 roku Belg był najlepszy w wyścigu Grand Prix Circuit des Ardennes. W 1904 roku na plaży w Ostendzie Belg ustanowił rekord prędkości na lądzie w samochodzie Mercedes Simplex. Wyniósł on 97,25 mil/godzinę. W czasie I wojny światowej de Caters prowadził szkołę lotniczą w Étampes.